# Rosigón

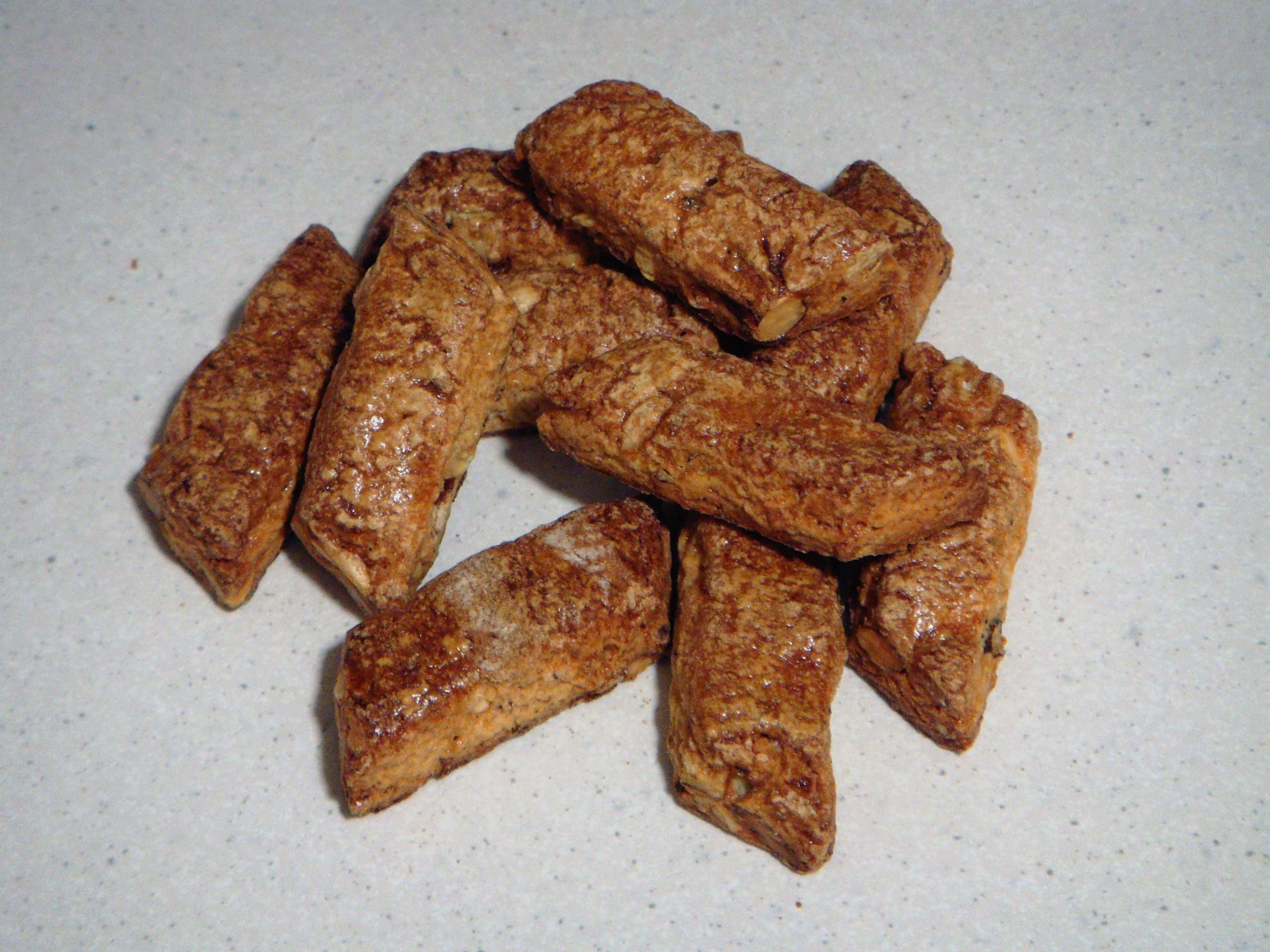
Rosegones.

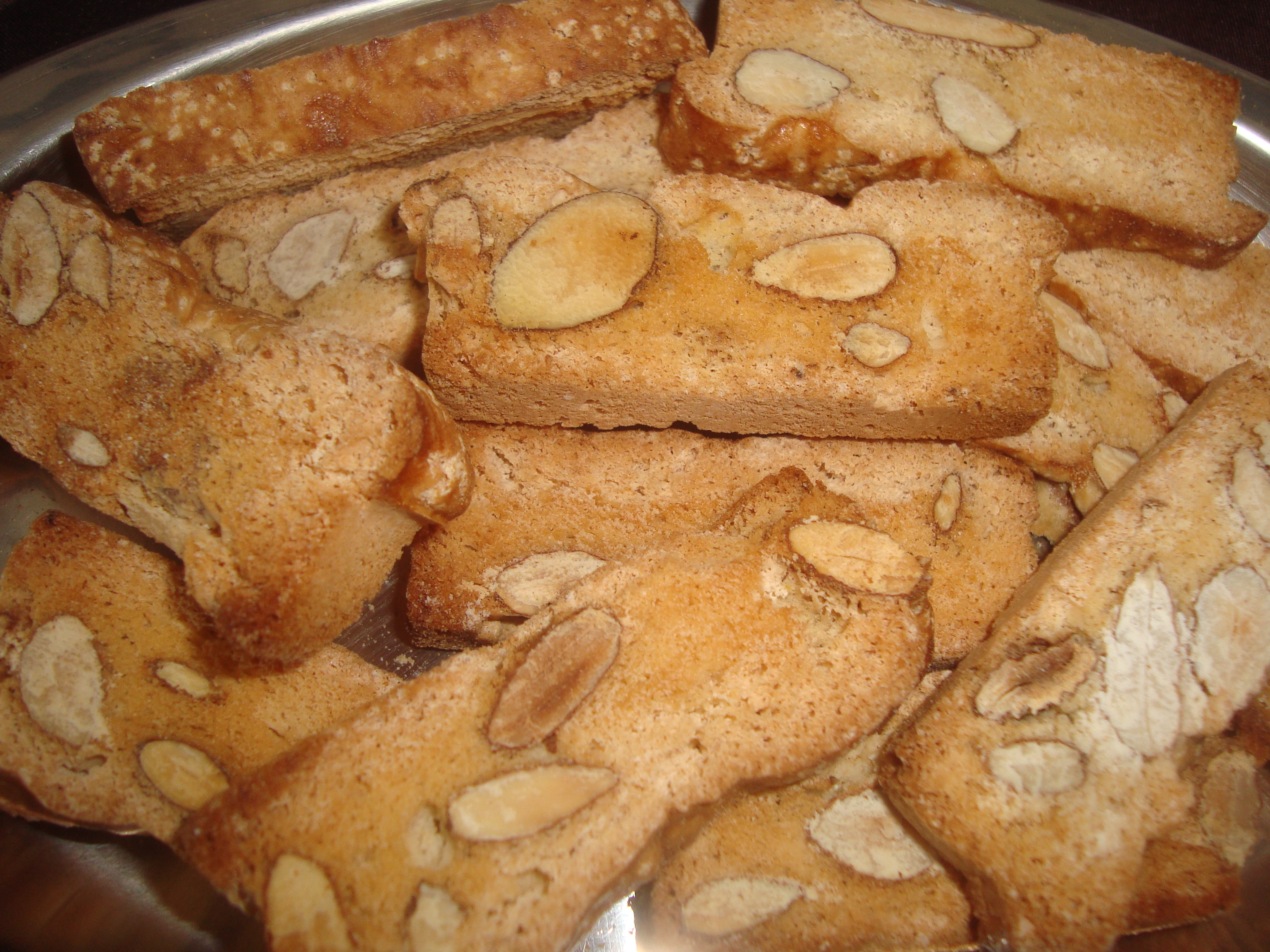
"Rosegons", pasta dulce tradicional, muy popular en las provincias de Castellón y Tarragona

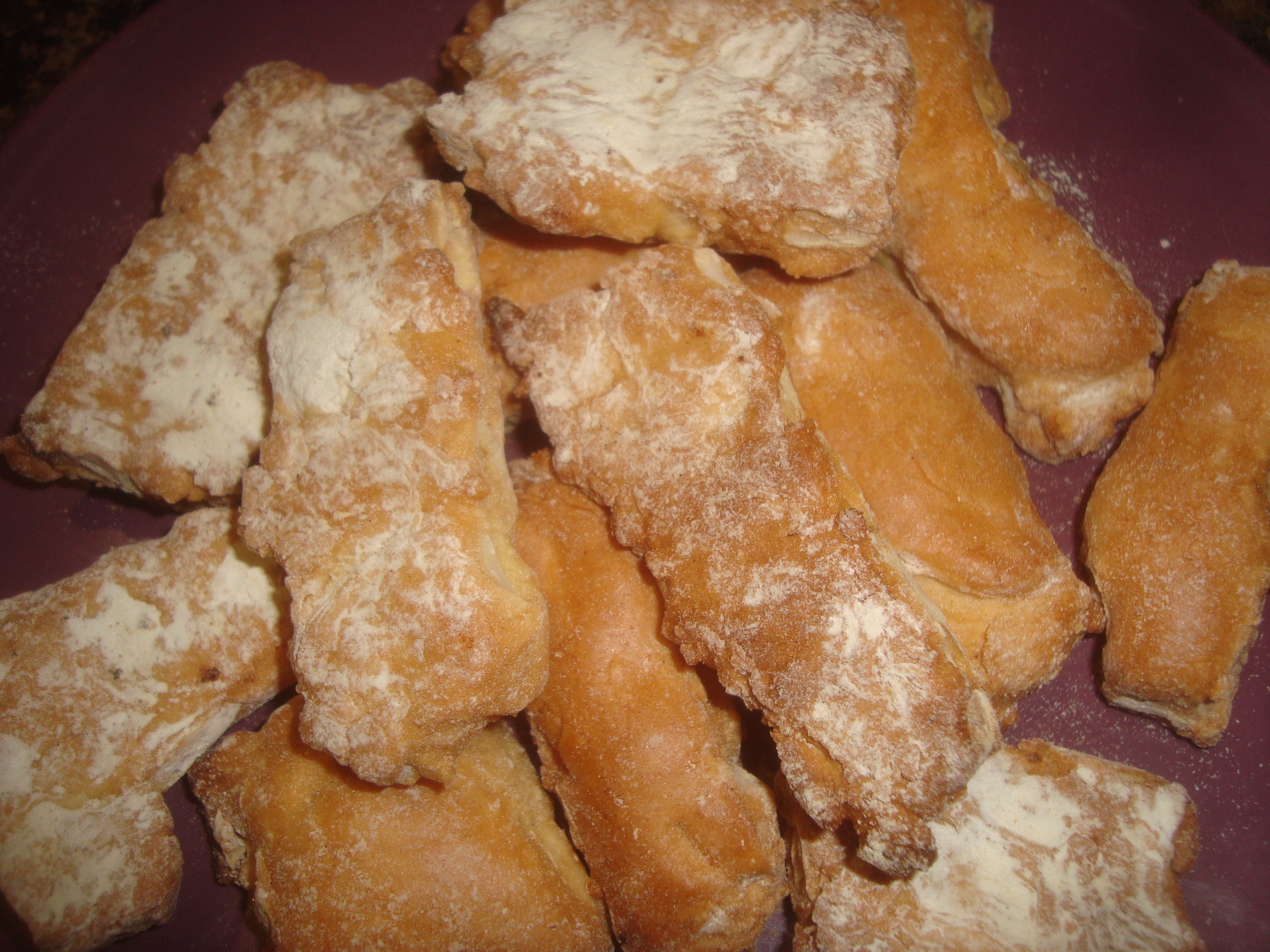
"Rosegons", pasta dulce seca de origen muy antiguo, tradicional de Castellón

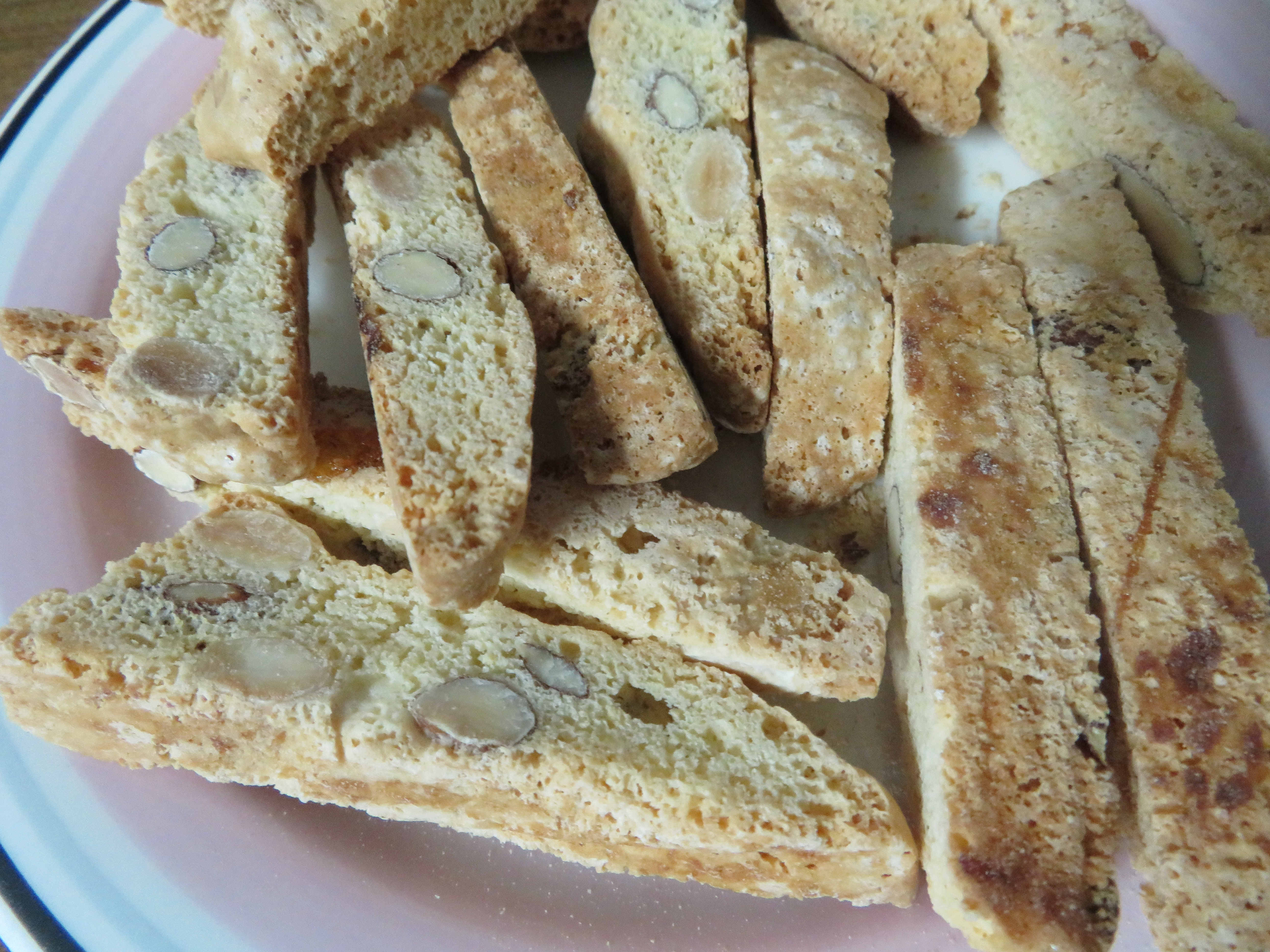
"Rosegones de almendra" (La Iglesuela del Cid, Aragón).

El rosigón (en valenciano rosegó de rosegar, roer en castellano) es un dulce típico de la Comunidad Valenciana hecho con masa de harina, huevo, azúcar y trozos de almendra, al que se le suele añadir ralladura de limón, y que una vez horneado se caracteriza por tener una consistencia muy dura. Para elaborarlo se amasa una especie de pan alargado de unos seis centímetros de ancho que después de hornear se corta en rebanadas que vuelven a hornearse para que se tuesten. Se presenta en pequeños pedazos con forma de rombo alargado y del espesor de un dedo.
Existen otros dulces parecidos como son los carquiñoles y los cantuccini.